# Cristina Altman
Maria Cristina Fernandes Salles Altman (São Paulo, 23 de março de 1954) é uma linguista brasileira conhecida por seus trabalhos em historiografia linguística, área em que é considerada pioneira no Brasil. É professora da Faculdade de Filosofia, Letras e Ciências Humanas da Universidade de São Paulo.